# Касабоглян, Самвел Михайлович
Самве́л Миха́йлович (Микаэлович) Касабогля́н (арм. Սամվել Միխայիլի Ղասաբօղլյան; род. 20 декабря 1955, Армянская ССР, СССР) — советский футболист, тренер. Мастер спорта СССР (1980).

## Клубная карьера
С 1974 — в дубле «Арарата». В основу так и не пробился.
В 1976—1977 играл во 2-й лиге — сначала за СКИФ (Ереван), потом за «Ширак».
В 1978 вновь вернулся в «Арарат», за который провел 145 игр, забил 14 мячей.

## Тренерская карьера
После окончания карьеры игрока Самвел Касабоглян возглавил ереванский клуб «Арабкир», в котором проработал сезон и перешёл в «Арарат-2». С араратовцами занял 1-е место 1990 году в своей подгруппе, и 1-е место за 1-12 места во Второй низшей лиге. Команда вышла во Вторую лигу СССР зоны «Центр». Однако, команда выступила очень плохо, заняв 21 место среди 22-х возможных. Далее последовал распад СССР и в Армении появились новые клубы. «Арарат-2», в котором работал Касабоглян, был расформирован. Новым местом работы стал ереванский АОСС, в котором Касабоглян являлся ассистентом главного тренера.
В 1999 году возглавляет степанакертский «Карабах» базирующий к тому моменту в Ереване. Но команда снялась с чемпионата из-за финансовых проблем после 15-ти проведенных игр. В результате в оставшихся играх ей были засчитаны тех. поражения, а Касабоглян остался без работы. В начале следующего сезона возглавил ереванский «Звартноц» (впоследствии добавивший к названию аббревиатуру ААЛ). С Касабогляном команда достигла наивысших результатов в чемпионате и Кубке. Команда дважды доходила до финала Кубка (в 2000 и в 2002 гг.), а между финалами Кубка были завоёваны серебряные медали чемпионата 2001 года. В начале 2003 года клуб ощутил финансовые проблемы, и ещё до начала первенства отказался от участия и затем был расформирован.
В 2004 году принял в руководство «Киликию», в период большой текучести тренеров в клубе. Касабоглян возглавил ереванцев в июле, и к тому моменту числился уже четвёртым тренером за сезон. Во время Касабогляна команда все матчи проиграла и лишь одну свела вничью. После очередного поражения, 1:5 от «Мики», руководство клуба уволило главного тренера. После окончания сезона возглавил «Арарат-2» выступающий в Первой лиге. Во-втором сезоне по руководством Касабогляна команда занимает 2-е место в таблице и выходит в Премьер-лигу. Из-за судебных разбирательств, по причине названия клуба «Арарат», в клубе прошло много перестановок. В том числе, после завершения первенства был отправлен в отставку главный тренер Самвел Касабоглян.

## Личная жизнь
У Самвела Касабогляна есть три сына и дочь. Сыновья — Армен, Микаел, Левон (1986—2020) также играли футбол.
Супруга — Амалия.

## Достижения
- как тренер:
  -  Армения
    - Чемпион Армении: 1992, 1996/97
    - Серебряный призёр чемпионата Армении: 2001
    - Финалист Кубка Армении: 1992, 1996/97, 2000, 2002
    - Финалист Суперкубка Армении: 1997